# Rik de Lange
H.B.I. (Rik) de Lange (Arnhem, 31 juli 1956) is een Nederlands politicus van de PvdA.

## Biografie
Nadat hij zijn opleiding tot leraar had afgerond werkte hij tot 1994 in het middelbaar beroepsonderwijs als teamleider en docent Nederlands en maatschappijleer. Naast zijn werk in het onderwijs voltooide hij de opleiding tot bestuurskundige aan de Twentse Universiteit. Van 1994 tot 2005 werkte hij als consultant, interim-manager en directeur in de geestelijke gezondheidszorg.
In 1999 werd hij raadslid in de gemeente Zutphen en in 2005 wethouder in Zutphen. In deze gemeente was hij negen jaar locoburgemeester en beheerde hij onder meer de portefeuilles ruimtelijke ordening, volkshuisvesting, financiën, vastgoed en economische zaken. Vanaf 1 december 2013 was hij burgemeester van de gemeente Duiven. Vanaf 1 december 2019 stopte hij als burgemeester van Duiven en werd hij opgevolgd door Jacques Niederer als waarnemend burgemeester.
Naast zijn politieke loopbaan is De Lange voorzitter van de Raad van Toezicht van Zorgbelang Inclusief in Arnhem, voorzitter van de Raad van Commissarissen van Reggewoon in Wierden en Nijverdal, voorzitter van de Raad van Commissarissen van de Veenendaalse Woningstichting, lid van de gilderaad van Gelderse Federatie St. Hubertus en lid van de Raad van Uitzicht van Groene Allianties.